# Pastoe
UMS Pastoe is een Nederlands bedrijf in Utrecht dat meubels ontwerpt en produceert onder de merknaam Pastoe. Dit bedrijf is opgericht op 13 april 1913 in Utrecht als UMS, wat stond voor Utrechtse Machinale Stoel- en Meubelfabriek. De naam Pastoe komt van "passe partout" en is na de Tweede Wereldoorlog toegevoegd aan de naam. In februari 2024 ging het bedrijf failliet en maakte een maand later een doorstart.
Bekende ontwerpen zijn de stoel van draadstaal SM05 van Cees Braakman en Adriaan Dekker, de kasten van Aldo van den Nieuwelaar en Vision van Karel Boonzaaijer en Pierre Mazairac. Pastoe heeft samengewerkt met grafisch ontwerpers als Dick Bruna en Benno Premsela, fotografen als Ed van der Elsken en Cas Oorthuys en ontwerpers als Shiro Kuramata, Shigeru Uchida, Maarten Van Severen en Vincent van Duysen.

## Geschiedenis

### Opriching in 1913

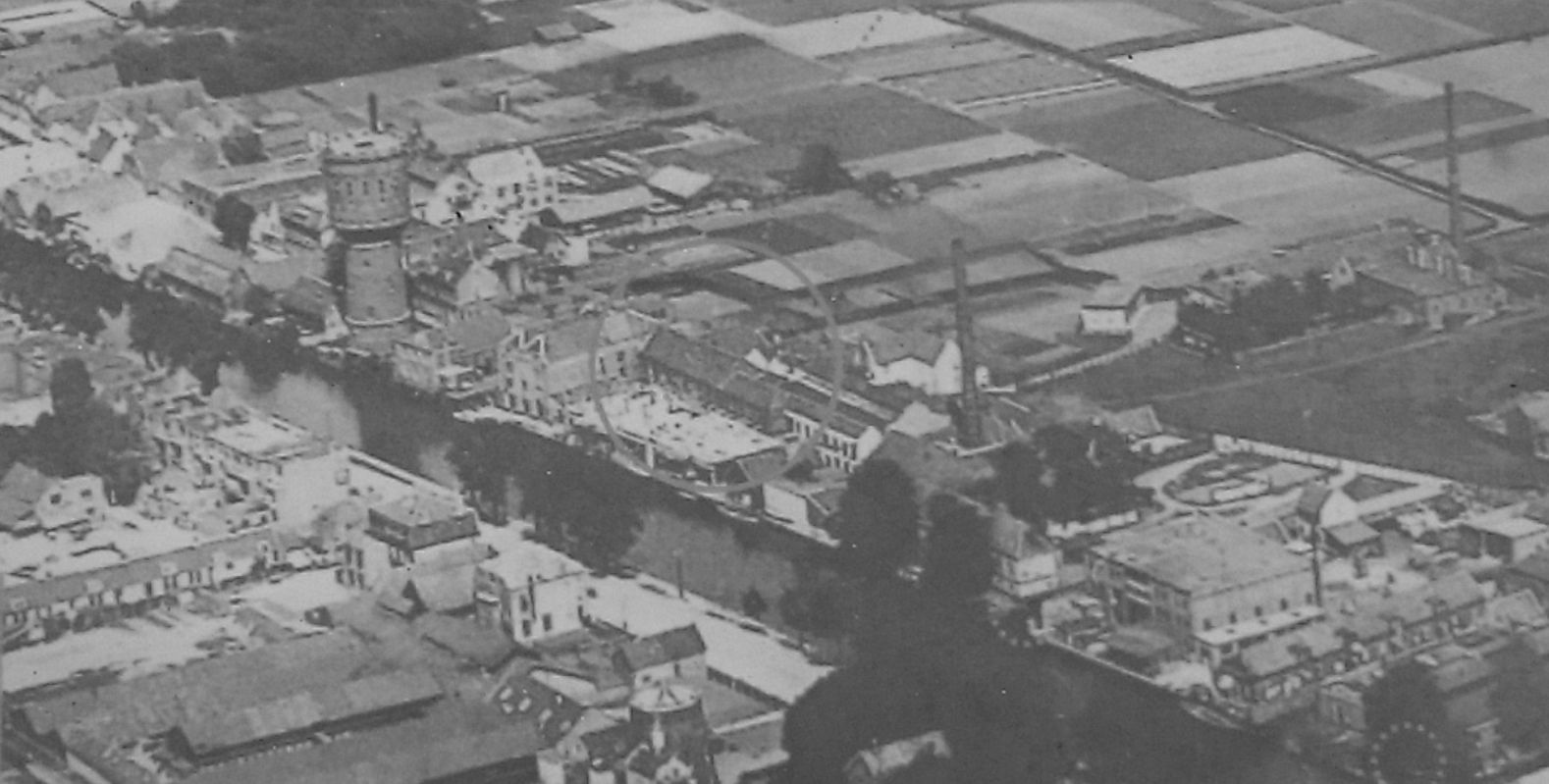
UMS aan Vaartsche Rijn in Utrecht, 1913

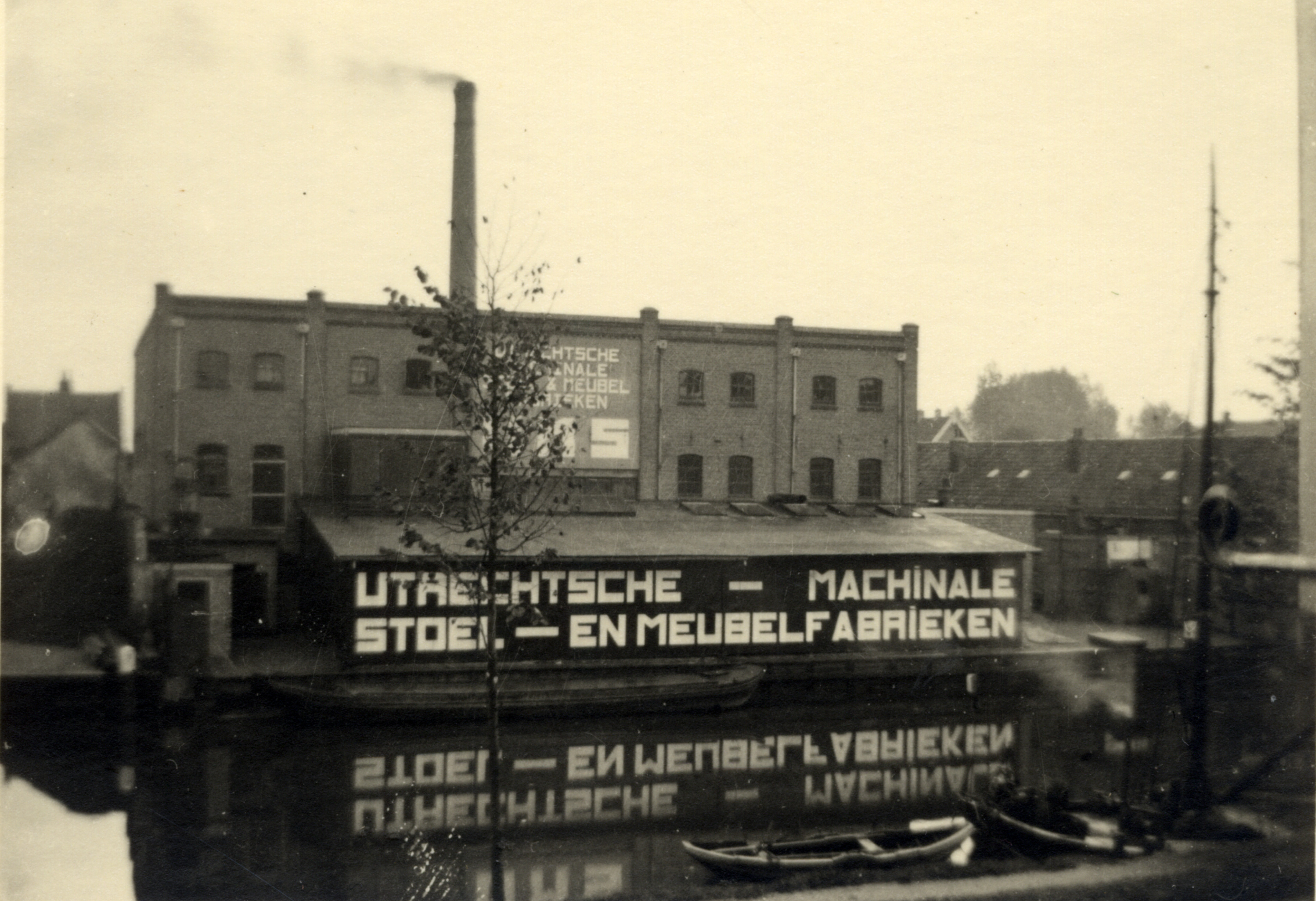
Gezicht op één van de gebouwen van de Utrechtse Machinale Stoel- en Meubelfabriek U.M.S. Pastoe (collectie Het Utrechts Archief)

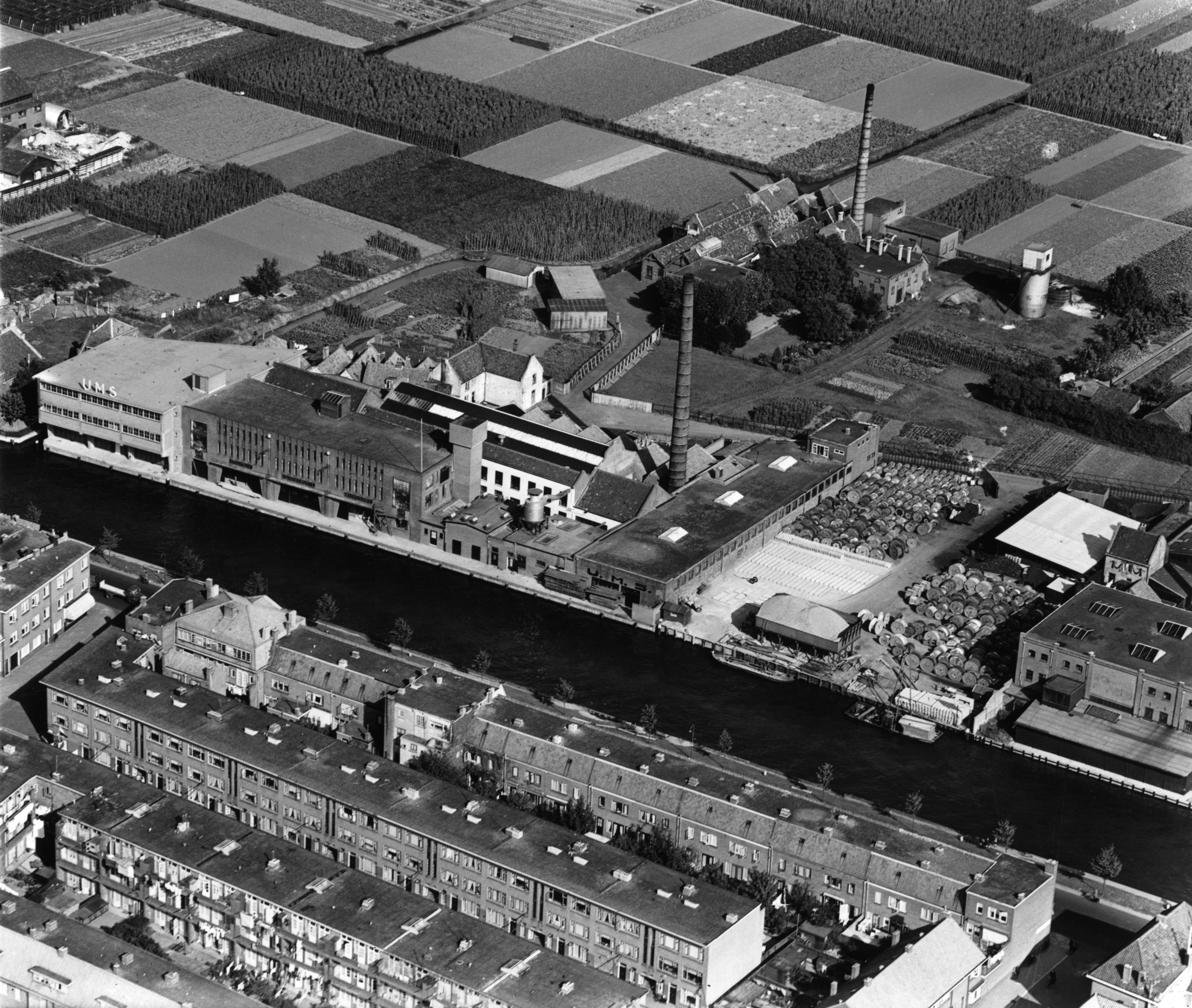
Luchtfoto fabrieken Utrechtse Machinale Stoel- en Meubelfabriek U.M.S. Pastoe, 1952

Frits Loeb richtte de fabriek in 1913 op onder de naam Utrechtse Machinale Stoel- en Meubelfabriek (UMS). Deze was gevestigd aan de Oosterkade 30 in Utrecht. De meubels die geproduceerd werden, waren aanvankelijk bestemd voor zijn winkel aan de Ganzenmarkt in Utrecht, maar al snel werden ze bij verschillende verkooppunten in Nederland verkocht. 
Toen de ruimte op de Oosterkade te klein was geworden, verhuisde de fabriek rond 1918 naar het pand van de voormalige Tegelfabriek 'Holland' aan het Rotsoord. Sinds 2016 staat de fabriek aan de Sleepboot in Houten.
UMS richtte zich met zijn meubels op het grote publiek. Bedrijfsleider en ontwerper Dirk Lubertus Braakman varieerde op de ontwerpen van de Amsterdamse school. Hoewel de zakelijke ontwerpstijl niet aansloot op de smaak van het grote publiek, bleef UMS zich bezighouden met vernieuwende vormgeving, met invloeden vanuit Scandinavië en art deco.

### Na de Tweede Wereldoorlog
Na de Tweede Wereldoorlog trof Loeb een leeggeplunderde fabriek aan. Hij besloot UMS weer op te bouwen, waarbij zijn neef Frits Ullman hem assisteerde. De eerste jaren na de oorlog werkte UMS voornamelijk in opdracht van derden en kende nog geen vaste collectie. Rond 1947 sloeg de fabriek een andere koers in, waarbij eigentijdse vormgeving centraal stond. In 1948 werd de nieuwe merknaam Pastoe geïntroduceerd, die werd toegevoegd aan de afkorting UMS. 
Bedrijfsleider en ontwerper Cees Braakman introduceerde, na een studiereis door de Verenigde Staten, een nieuwe techniek van gebogen multiplex en haalde Loeb en Ullman over deze productiemethode te gebruiken. Door het gebruik van deze nieuwe techniek werd er niet meer verwezen naar het ambachtelijke. Nieuwe materialen als multiplex afgewerkt met eiken- en berkenfineer kenmerkten de ontwerpen. De nieuwe productietechniek zorgde voor de ingetogen en sobere vormgeving die later het handelsmerk van de onderneming werd. UMS Pastoe sloot zich aan bij de Stichting Goed Wonen.
De focus van de collectie van UMS Pastoe waren bergmeubelen, waarbij de consument zelf een kast kon samenstellen. Dit nieuwe concept van flexibele kastsystemen werd in 1955 uitgewerkt in het kastsysteem Meubelen-naar-maat. In deze serie kon de kast niet alleen samengesteld worden door de consument zelf, maar later ook uitgebreid worden. Deze serie was in binnen- en buitenland een groot succes. Dit werd duidelijk toen de teakversie in 1957 onderscheiden werd met een zilveren medaille op de 11e Triennale in Milaan en Le Signe d'Or in België. 
In 1968 ontving de onderneming de BKI-prijs voor de innovatie van met pvc bekleed spaanplaat dat overdwars wordt ingefreesd; de platen konden dan tot een kubus worden gevouwen. Deze techniek werd toegepast in de serie Pastoe-kubus uit 1967 en in de K 369-serie uit 1971.

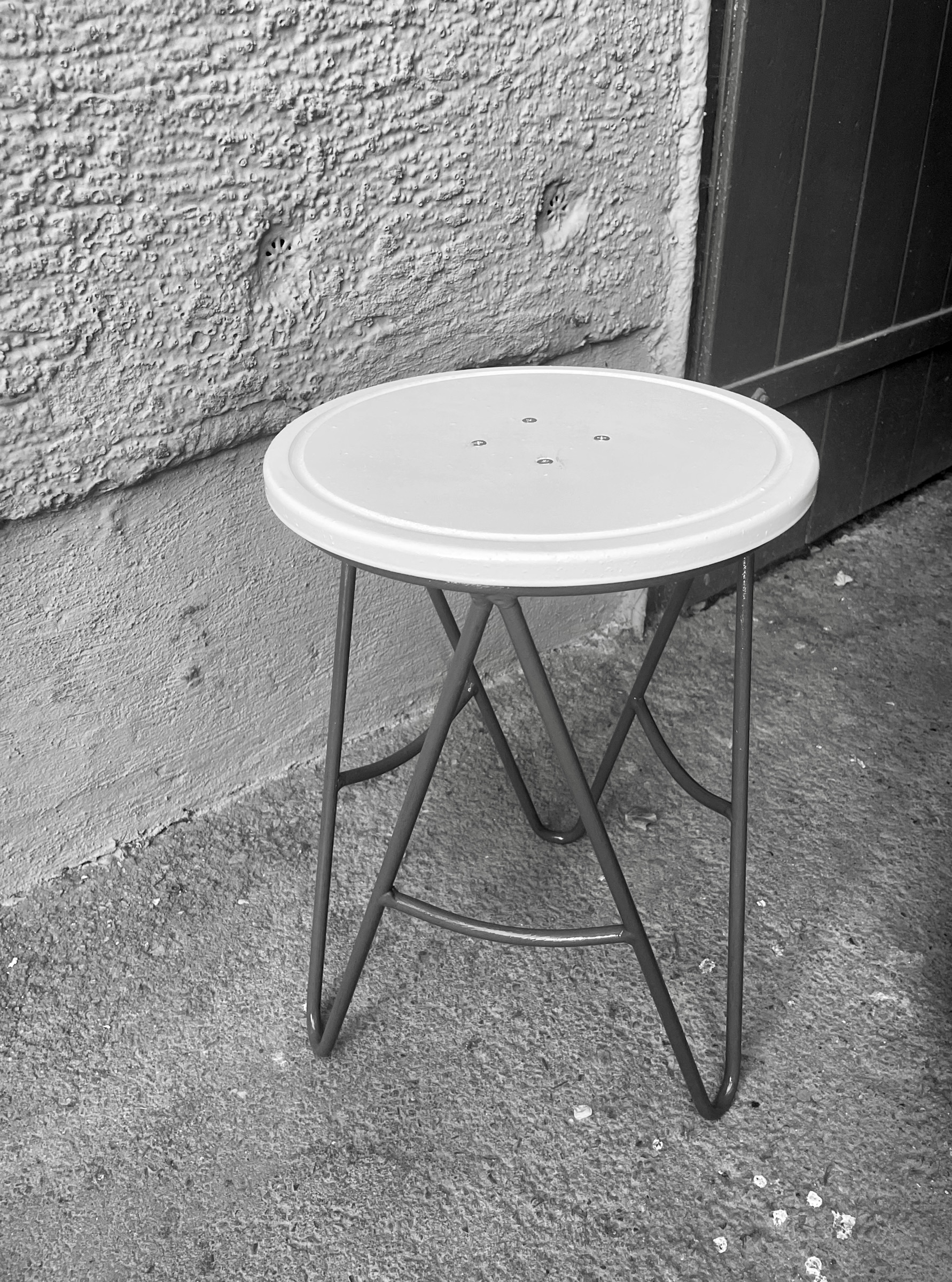
AAA01 Stool van Pastoe, Prototypeserie, 1970

### Nieuwe richting in de jaren 1980
In het begin van de jaren tachtig sloeg UMS Pastoe onder leiding van een nieuwe directie een nieuwe richting in. Meubelen werden niet meer gezien als functionele objecten maar moesten een autonome functie binnen een interieur hebben. Toch bleef het centrale uitgangspunt flexibiliteit en gebruiksgemak. Tegenwoordig produceert UMS Pastoe naast bergmeubelen ook weer zitmeubelen.

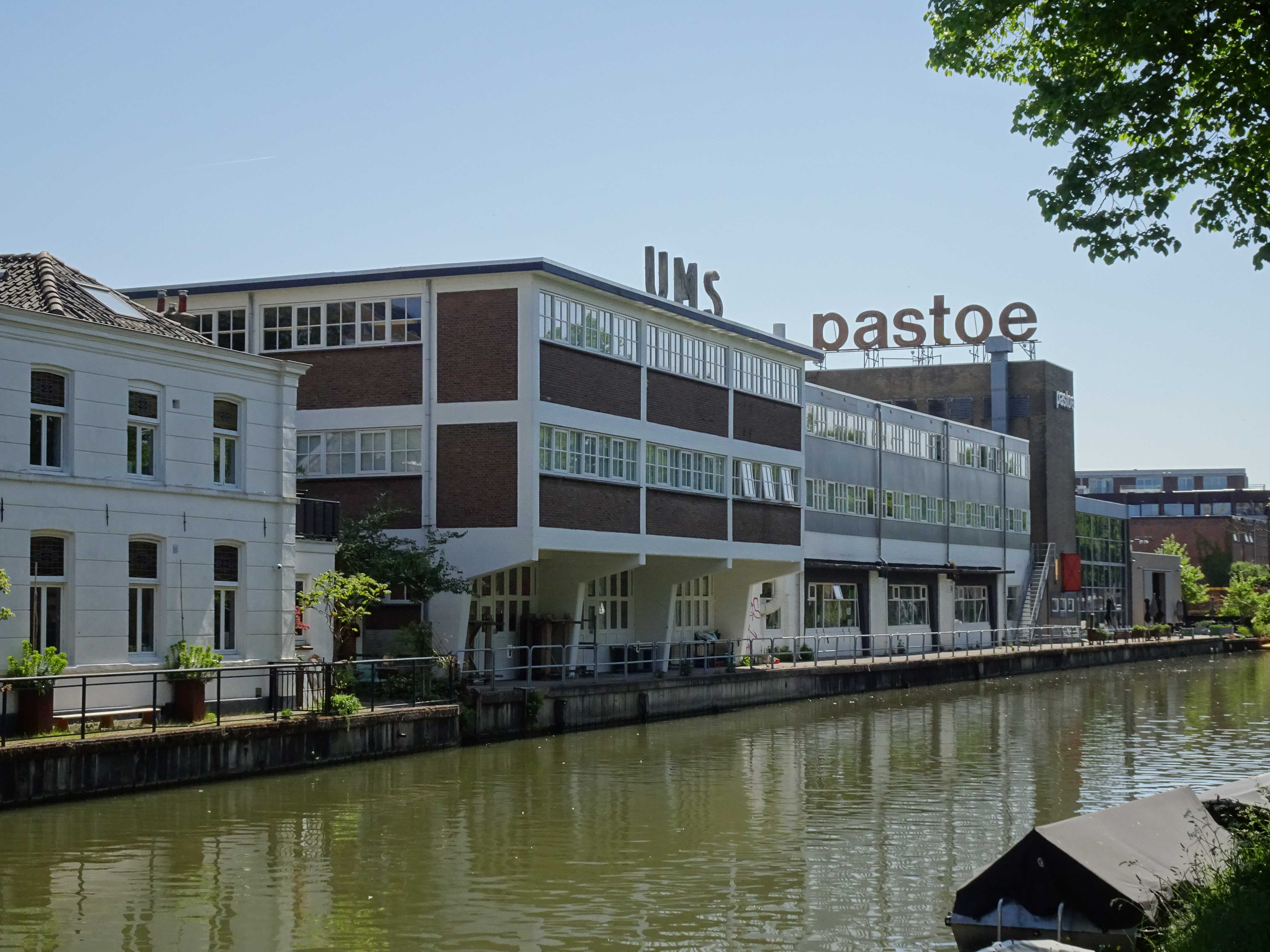
UMS Pastoe B.V. op Rotsoord 3, Utrecht
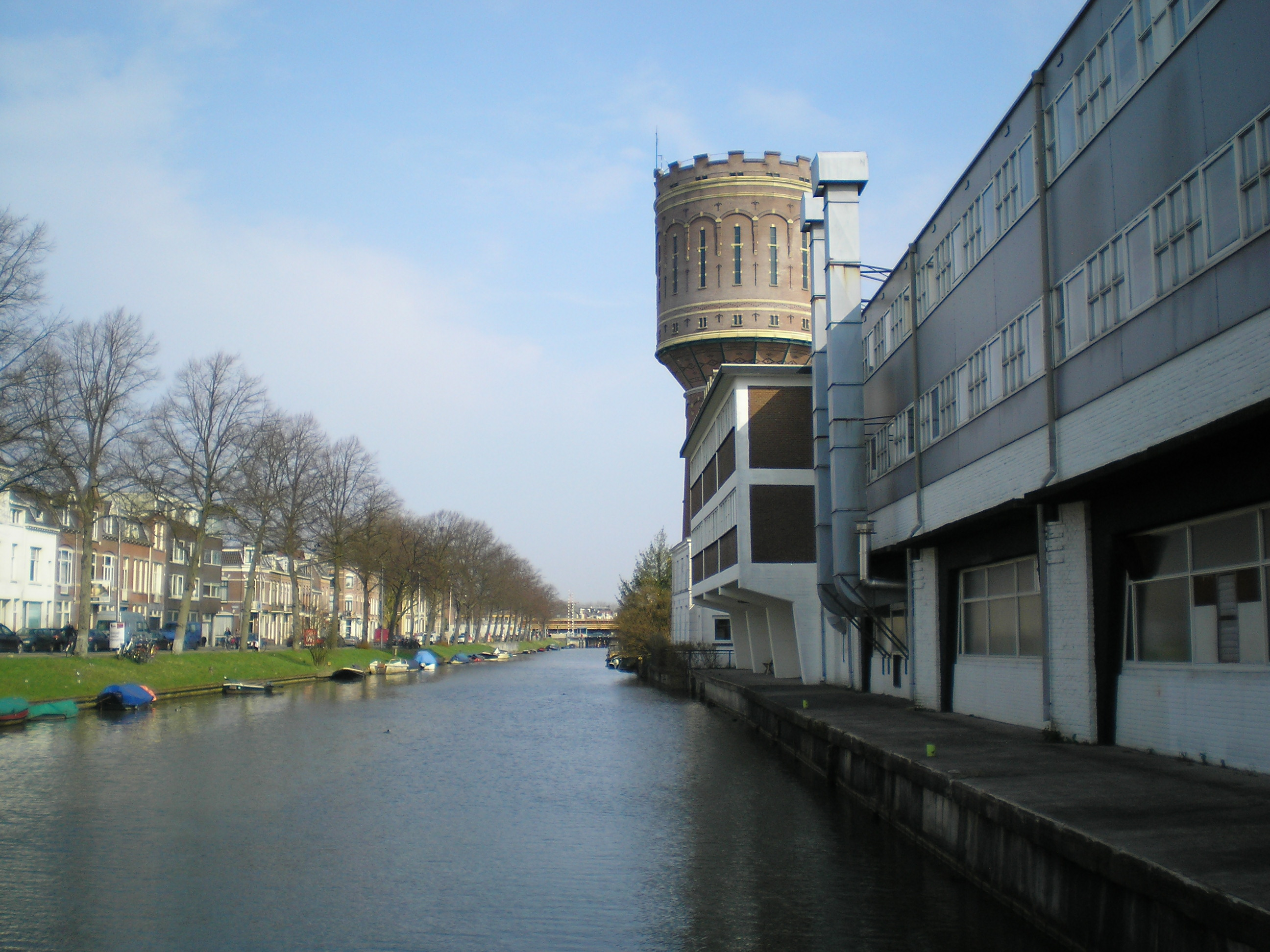
Achterzijde Pastoe aan de Vaartsche Rijn
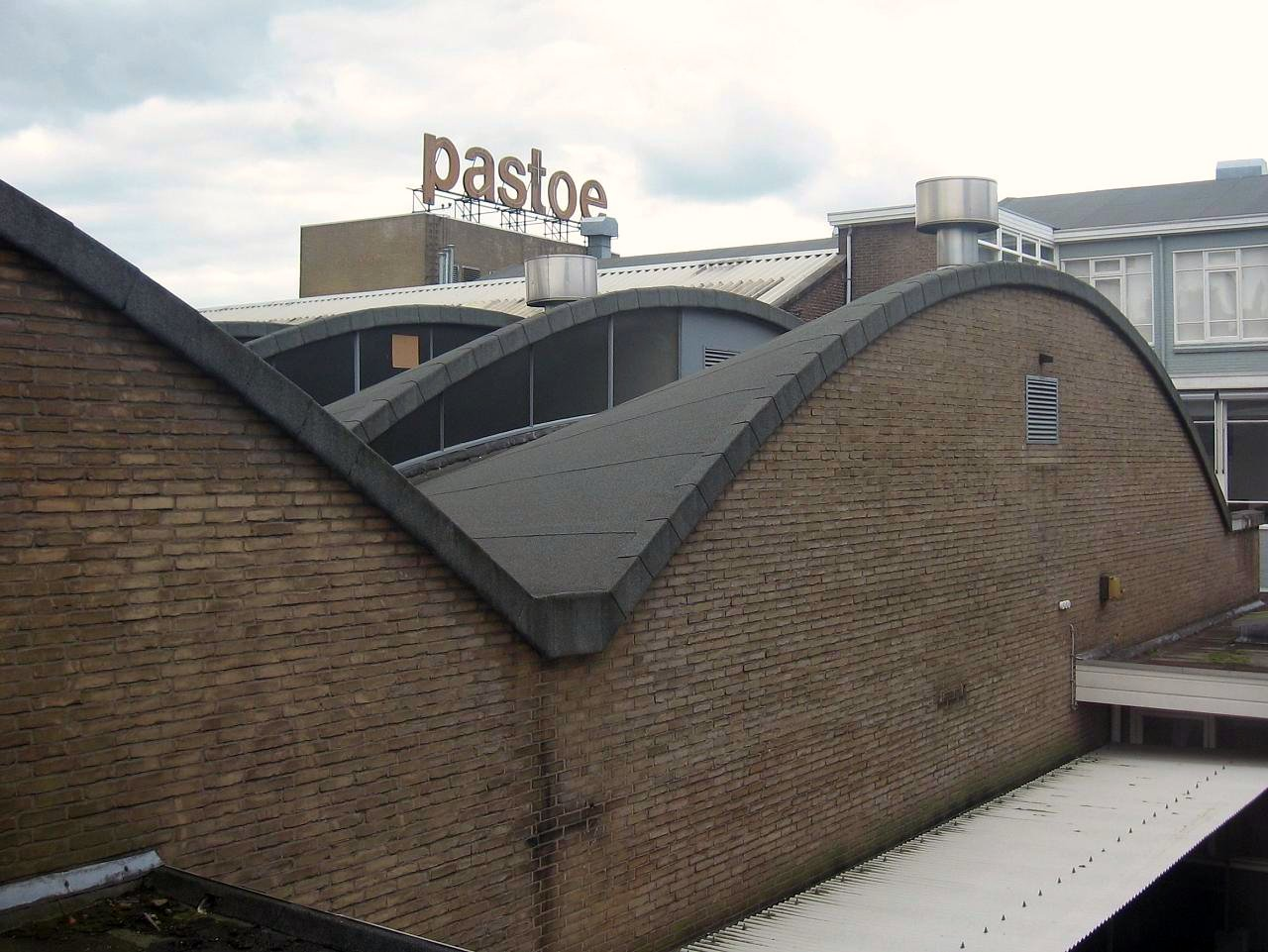
Bijzondere dakconstructie
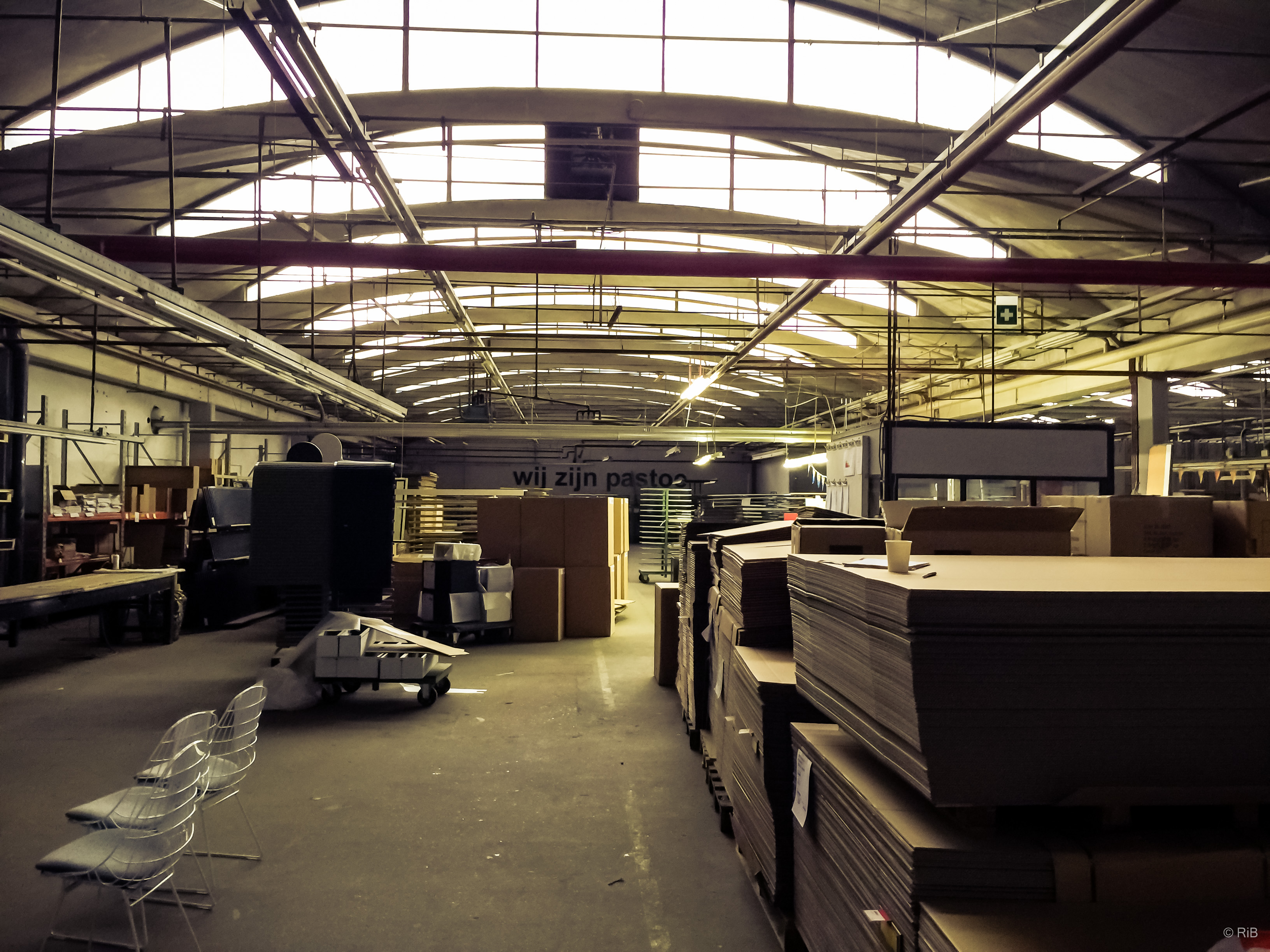
Materialen in productiehal van Pastoe
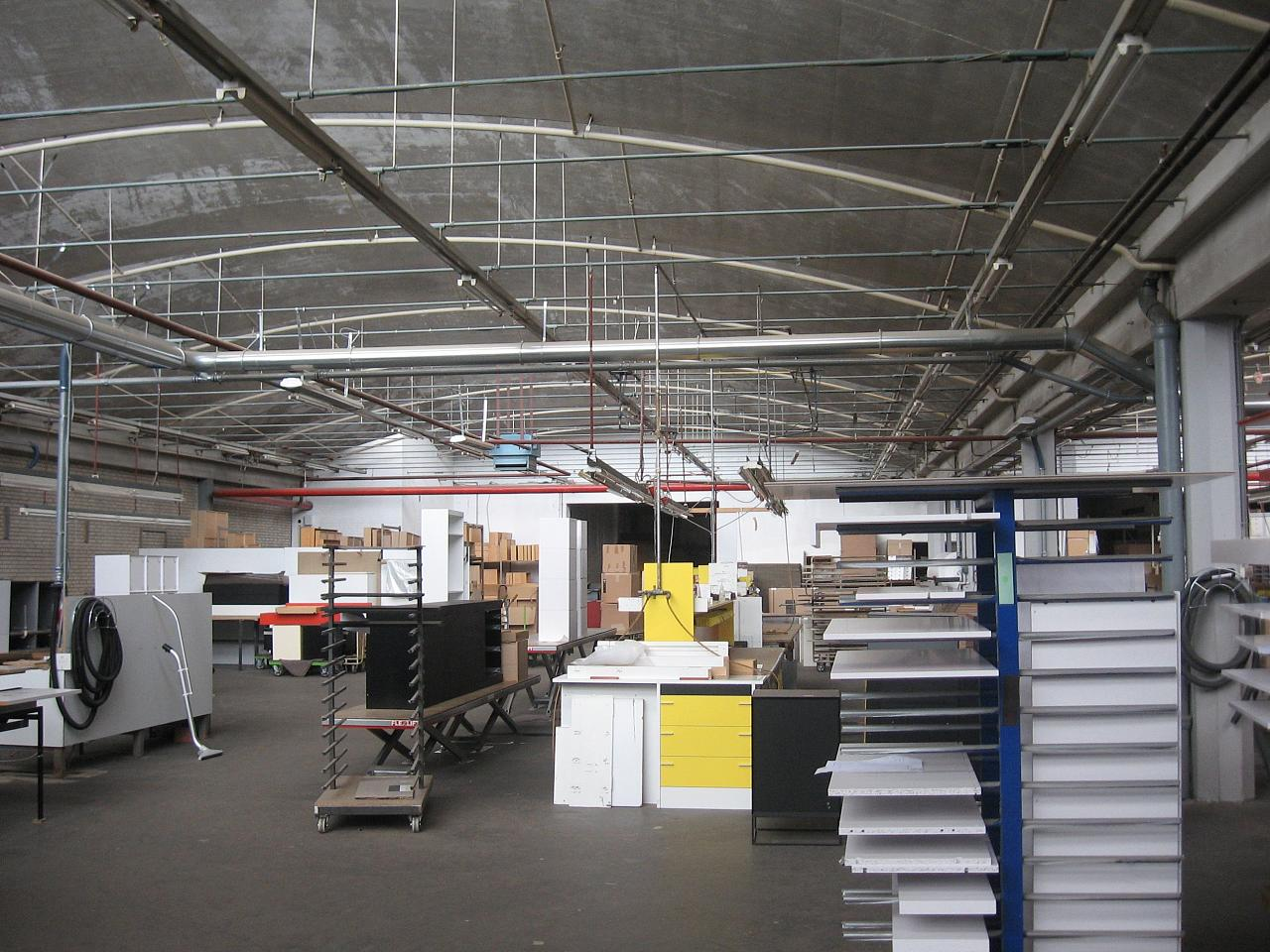
Assemblage in productiehal van Pastoe

## Oude Pastoefabriek
De oude fabriek aan het Rotsoord in Utrecht is een Industrieel erfgoed. Het oudste gedeelte stamt uit 1750. Sinds 2016 is er een afdeling van de Hogeschool voor de Kunsten Utrecht gevestigd en een verzamelgebouw voor creatieve bedrijven. In 2016 worden er tevens een restaurant en een café geopend.

## Tentoonstellingen
- Centraal Museum Utrecht - UMS Pastoe. Een Nederlandse meubelfabriek 1913-1983: Naar aanleiding van het zeventigjarig bestaan van UMS Pastoe behandelde het Centraal Museum Utrecht de geschiedenis van de fabriek. Hierin wilde het onder andere de vooroorlogse geschiedenis betrekken, de naoorlogse bloei van Pastoe, de gang van zaken in de meubelindustrie en de esthetische overwegingen.[5]
- Centraal Museum Utrecht - Nu. Pastoe 90 jaar: In 2003 manifesteerde Pastoe zich in het Centraal Museum voor zijn negentigste verjaardag. De expositie toonde enkel het kastensysteem ’Vision’ en geen ander Pastoe-meubilair. Het tentoonstellingsontwerp was gemaakt door Pieter Zeegers en Experimental Jetset.[6]
- R Gallery - Made to Measure, UMS Pastoe and Cees Braakman: 1948-1968 : In het jaar 2000 stelde R Gallery in New York de tentoonstelling Made to Measure samen. Dit was tevens de openingstentoonstelling van de galerie. Het uitgangspunt van de expositie was de carrière van Cees Braakman. Centraal stonden de systemen en meubelen die hij in de periode van 1948 tot 1968 ontwikkelde voor UMS Pastoe.[7]
- Kunsthal Rotterdam - Like Pastoe, 2013 : In 2013 vond er een overzichtstentoonstelling plaats in de Kunsthal in Rotterdam ter gelegenheid van het honderdjarig bestaan van Pastoe. De tentoonstelling Like Pastoe toonde de geschiedenis van het merk en de samenwerking die Pastoe door de jaren heen had met diverse ontwerpers[8]. Bij deze gelegenheid verscheen ook het boek Pastoe: 100 jaar vernieuwing en vormgeving geschreven door Gert Staal en Anne van der Zwaag.

## Faillissement en doorstart
In februari 2024 werd Pastoe failliet verklaard, de werknemers werden ontslagen. Eind maart werd bekend dat twee designbedrijven, Moooi en RSGA Design, het bedrijf overnemen, waarvoor ze een nieuw bedrijf oprichtten: Pastoe Furniture BV.